# 1979-es jégkorong-világbajnokság
Az 1979-es jégkorong-világbajnokság a 46. világbajnokság volt, amelyet a Nemzetközi Jégkorongszövetség szervezett. A vb-ken a csapatok három szinten vettek részt. A világbajnokságok végeredményei alapján alakult ki az 1981-es jégkorong-világbajnokság csoportjainak mezőnye.
1980-ban a téli olimpia miatt nem rendeztek világbajnokságot.

## A csoport
1–8. helyezettek
- Szovjetunió – Világbajnok
- Csehszlovákia
- Svédország
- Kanada
- Finnország
- NSZK
- Egyesült Államok
- Lengyelország – Kiesett a B csoportba

## B csoport
9–18. helyezettek
- Hollandia – Feljutott az A csoportba
- NDK
- Románia
- Norvégia
- Svájc
- Ausztria
- Japán
- Dánia
- Magyarország – Kiesett a C csoportba
- Kína – Kiesett a C csoportba

## C csoport
19–26. helyezettek
- Jugoszlávia – Feljutott a B csoportba
- Olaszország – Feljutott a B csoportba
- Franciaország
- Bulgária
- Nagy-Britannia
- Spanyolország
- Ausztrália
- Dél-Korea